# 존 로체

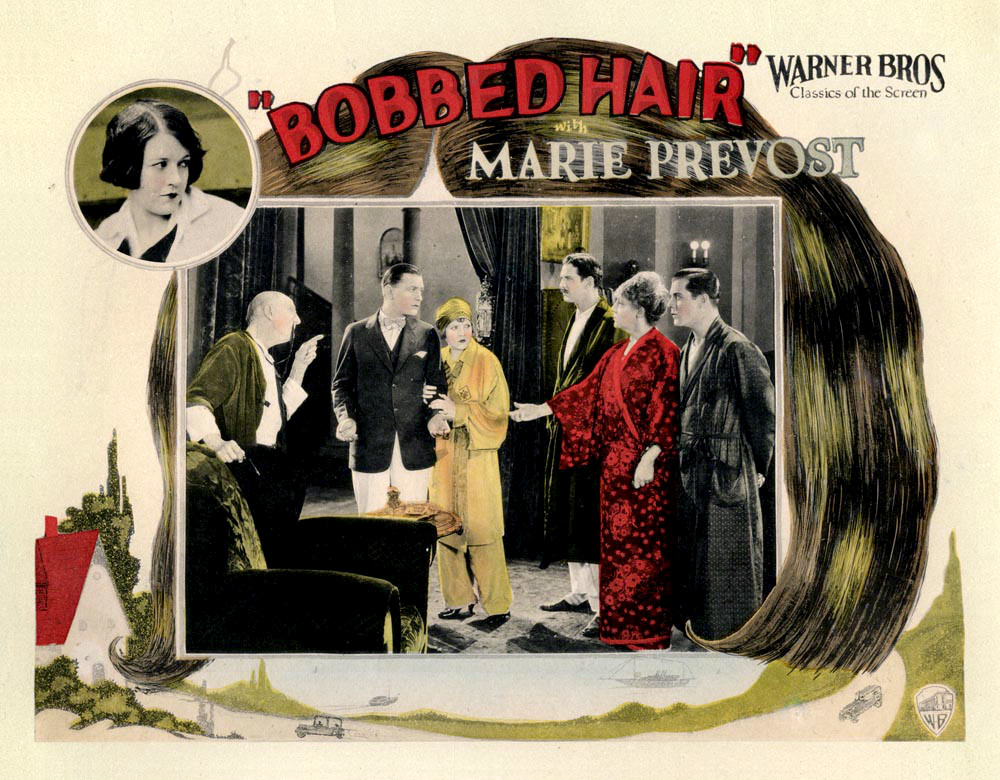

존 로체(John Roche, 1893년 2월 6일 ~ 1952년 11월 10일)는 미국의 배우, 연극 배우이다.
로스앤젤레스에서 사망하였다.

## 영화
- 이츠 어 프레저 (1945년)
- 웨어 두 위 고 프럼 히어? (1945년)
- 아틀란틱 시티 (1944년)
- 스프링타임 인 더 록키스 (1942년)